# Kroměříž (planetka)
(31238) Kroměříž je označení jedné z vnějších planetek tzv. hlavního pásu, její orbitální perioda je 2246,0688181 dnů (6,15 roku).
Byla objevena 21. února 1998 Janou a Milošem Tichými v pobočce Hvězdárny a planetária České Budějovice na Kleti, jméno bylo ale oficiálně publikováno až v roce 2006.
Planetka Kroměříž je jedním z několika set těles pojmenovaných manžely Tichými. Byla pojmenována po moravském městu Kroměříž, kde manželé navštěvovali Astronomický kroužek místní hvězdárny.

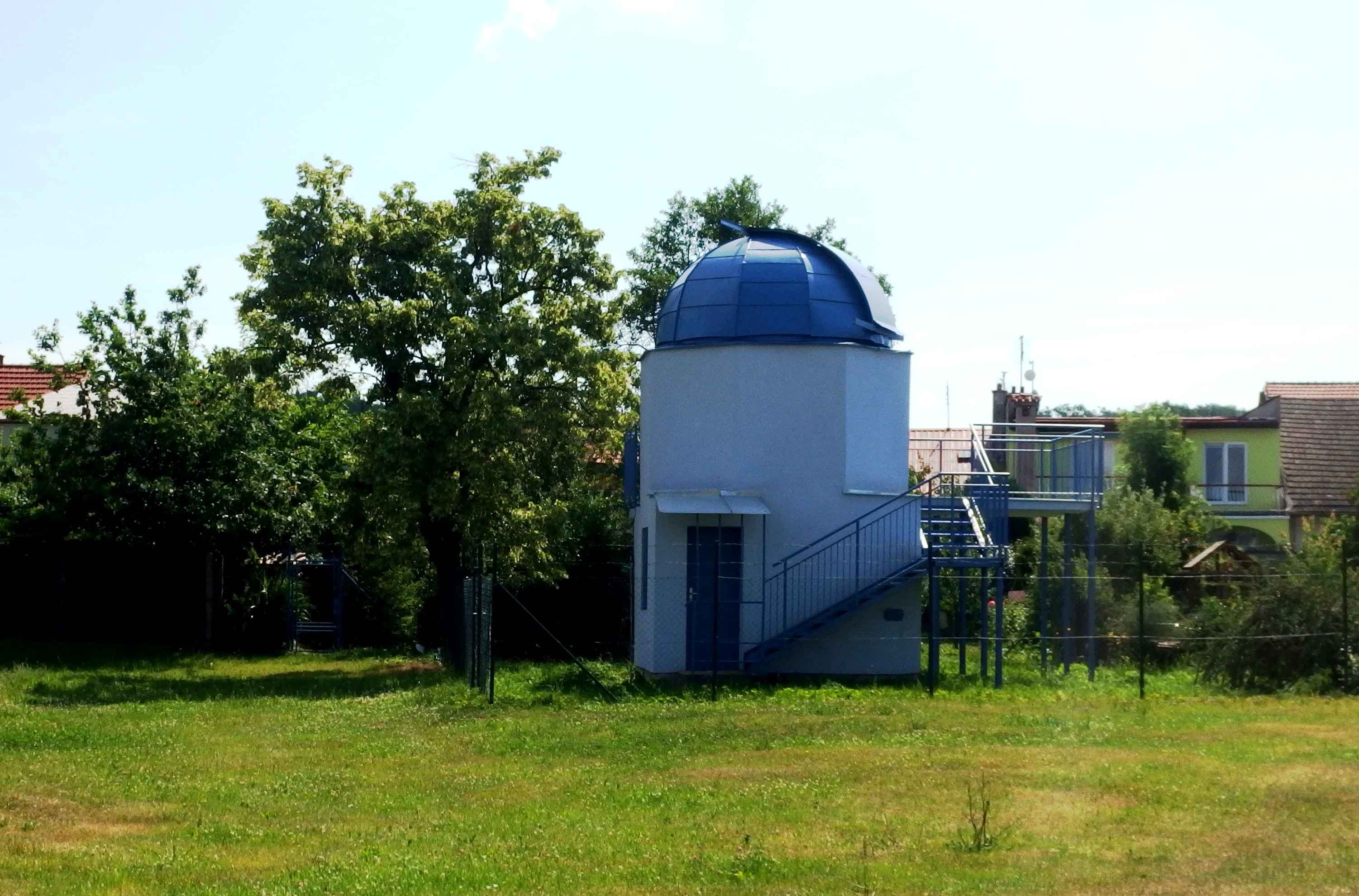
Hvězdárna v Kroměříži

Shodou okolností několik měsíců po objevu a pojmenování planetky byl Arcibiskupský zámek se zahradami zapsán na listinu Světového kulturního dědictví UNESCO.